# Тащилов Віктор Васильович

Тащилов Віктор Васильович

Тащилов Віктор Васильович (1934—2007) — відомий шахтобудівник України кінця XX століття. Герой соціалістичної праці (1971 р.), депутат XXV з'їзду КПРС, член ВЦРПС декількох скликань, Заслужений шахтар України, кавалер всіх знаків «Шахтарська слава». 

## Біографія
Народився 24 вересня 1934 року в сім'ї робітників на комсомольській будові Чирчик (Середня Азія). Після закінчення Великої Вітчизняної війни повернувся до батьківських місць у Пензенську область, працював на Белінському машинобудівному заводі.
Після служби в лавах Радянської армії (1956 р.) за комсомольською путівкою приїхав із загоном добровольців на новобудови шахт Донбасу. Пройшов всі етапи фізичного і розумового мужніння на шахтах-новобудовах Донецька: шахтар, прохідник, ланковий, бригадир, керуючий управління, керуючий шахтобудівним трестом. Нагороджений за трудові заслуги державними нагородами.
Свої перші трудові нагороди Віктор Васильович отримав за швидкісну проходку (1500 м штреку) та нарізання чотирьох лав на шахті "Мушкетівська-Заперевальна". Перший орден Леніна прикрасив його груди за
нарізання гірничих лав на шахтах "Октябрьська", "Петровська" і "Панфілівська". Місячна середня проходка в бригаді В. Тащилова була на рівні 70 м, а по міністерству 30-35 м.